# Joseph von Eichendorff

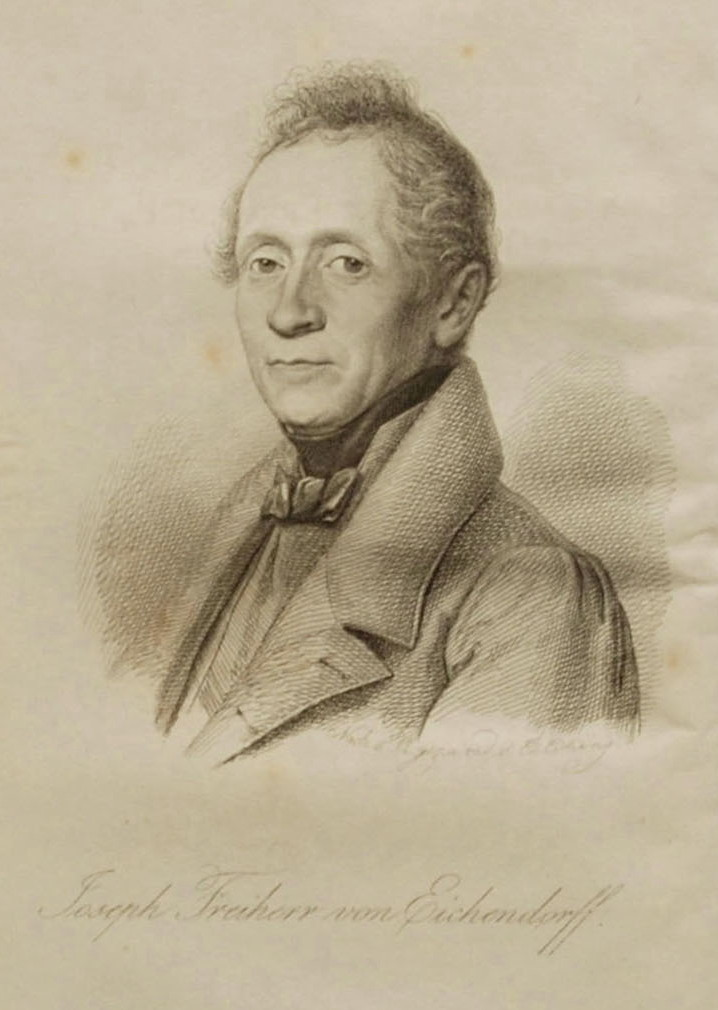
Joseph von Eichendorff (1841)

Joseph Karl Benedikt Freiherr von Eichendorff (* 10. März 1788 auf Schloss Lubowitz bei Ratibor, Oberschlesien; † 26. November 1857 in Neisse, Oberschlesien) war ein bedeutender Lyriker und Schriftsteller der deutschen Romantik. Er zählt mit etwa fünftausend Vertonungen zu den meistvertonten deutschsprachigen Lyrikern und ist auch als Prosadichter (Aus dem Leben eines Taugenichts) bis heute gegenwärtig.

## Familie

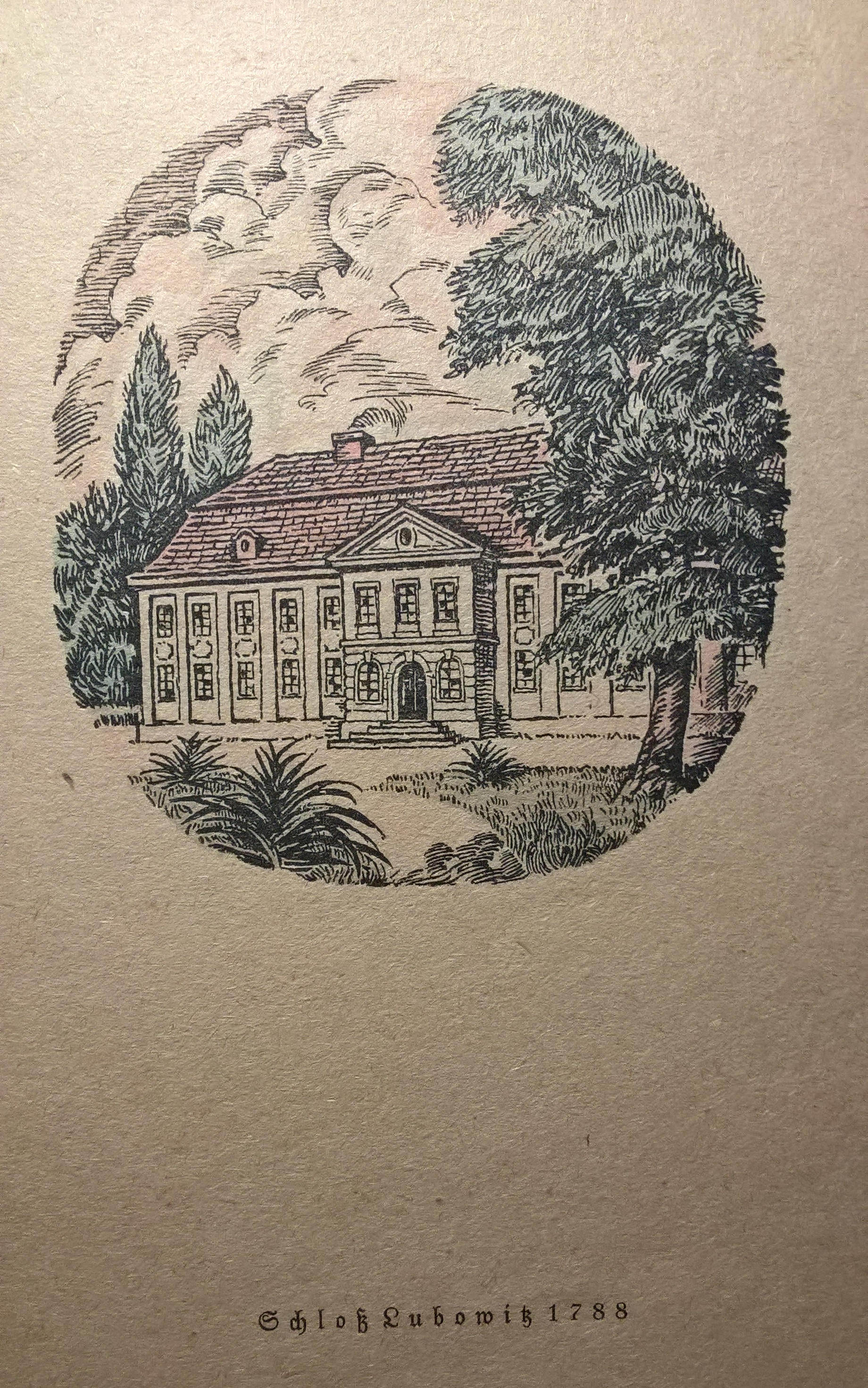
Schloss Lubowitz 1788

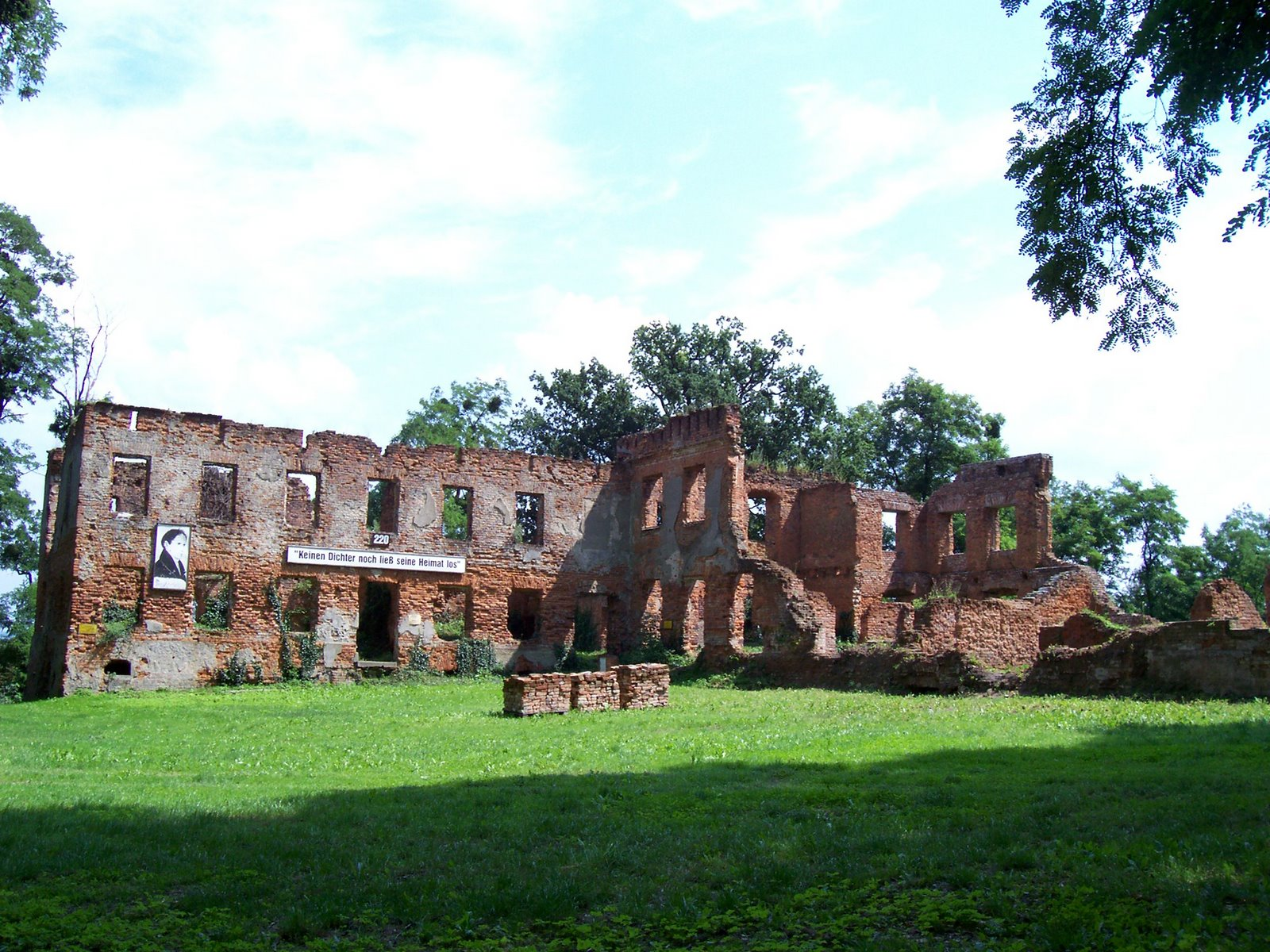
Ruine des Schlosses Lubowitz 2008

Eichendorffs Eltern waren der preußische Offizier Adolf Theodor Rudolf Freiherr von Eichendorff (1756–1818) und dessen Frau Karoline geb. Freiin von Kloch (1766–1822). Seine Mutter stammte aus einer schlesischen Adelsfamilie, aus deren Besitz sie Schloss Lubowitz erbte. Das katholische Adelsgeschlecht der Eichendorff ist seit dem 17. Jahrhundert in Schlesien ansässig.
Am 7. April 1814 heiratete Joseph von Eichendorff in Breslau Aloysia von Larisch (1792–1855), genannt Luise, die Tochter des in Pogrzebin im Kreis Ratibor ansässigen Gutsbesitzers Johann von Larisch. Aus der Ehe gingen folgende Kinder hervor:
- Hermann (1815–1900) ⚭ 1856 Klara Simons (1826–1908)
- Theresia (1817–1894) ⚭ 1836 Ludwig (Louis) Besserer von Dahlfingen (1809–1858), Major und Direktor der Divisionsschule Neisse
- Rudolf (1819–1891) ⚭ 1853 Maria Thymian (1832–1912)
- Agnes (1821–1822)
- Anna (1830–1832)

Nach dem Tod von Eichendorffs Vater 1818 wurden die meisten der hochverschuldeten Güter der Familie bis auf Schloss Lubowitz und das Gut Sedlnitz verkauft. Eichendorff trauerte dem Verlust der Welt seiner Kindheit sein Leben lang nach.

## Leben
Joseph wurde von 1793 bis 1801 mit dem eineinhalb Jahre älteren Bruder Wilhelm von Eichendorff von Pfarrer Bernhard Heinke zu Hause unterrichtet. Es folgten neben umfangreicher Lektüre von Abenteuer- und Ritterromanen und antiken Sagen erste kindliche, literarische Versuche. 1794 reiste er nach Prag, 1799 nach Karlsbad und wieder nach Prag, danach hielt er seine Eindrücke von der Fahrt in ersten Aufzeichnungen fest. Mit dem 12. November 1800 begannen seine Tagebuchaufzeichnungen und die Abfassung einer Naturgeschichte mit eigenen Illustrationen.
Im Oktober 1801 begann für Joseph und Wilhelm der Besuch des katholischen Matthias-Gymnasiums in Breslau mit Internen-Wohnung im St.-Josephs-Konvikt (bis 1804). Den Besuch des Gymnasiums ermöglichte der Cousin des Vaters Johann Friedrich von Eichendorff durch finanzielle Zuschüsse, denn der Vater – zeitweilig Besitzer mehrerer Immobilien – hatte ein Jahr zuvor einen geschäftlichen Ruin erlitten und war auf der Flucht vor seinen Gläubigern. Häufige Theaterbesuche und frühe Gedichte sind aus dieser Zeit bekannt. Auch die Jugendfreundschaft mit seinem Mitschüler Joseph Christian von Zedlitz wurde hier begründet. Von 1805 bis 1806 studierte Eichendorff in Halle Jura und besuchte dabei auch philologische Vorlesungen bei Friedrich August Wolf, Friedrich Schleiermacher und Henrich Steffens. Beim Besuch des Theaters in Bad Lauchstädt erlebte er ein Gastspiel von Goethes Weimarer Bühne. Eine Reise durch den Harz führte ihn weiter bis nach Hamburg und Lübeck. Im August 1806 kehrte Eichendorff nach Schloss Lubowitz zurück, wo er das gesellige Leben mit Bällen und Jagden in der Umgebung genoss.
Im Mai 1807 fiel die Entscheidung zur Fortsetzung des Studiums in Heidelberg, um nach der begonnenen Belagerung der benachbarten Stadt Cosel durch napoleonische und bayerische Truppen den kriegerischen Ereignissen zu entgehen. Heidelberg lief im neuen, dem napoleonischen Rheinbund zugehörigen Großherzogtum Baden nicht Gefahr, angegriffen zu werden, und in die Universität war nach 1803 viel investiert worden. Auch die Reiseroute wurde so gewählt, dass kriegerisch gefährdete preußische Gebiete vermieden wurden. Stattdessen wurde ein südlicher Umweg über Mähren, Österreich und Bayern gewählt. Die beiden Brüder brachen am 4. Mai 1807 auf und reisten über Linz, Regensburg und Nürnberg nach Heidelberg.
Rechtswissenschaftliche Vorlesungen hörte Eichendorff dort bei Anton Friedrich Justus Thibaut, besuchte aber u. a. auch jene bei Joseph Görres. Mit Achim von Arnim wurde er flüchtig bekannt; eine engere Freundschaft verband ihn mit dem Dichter Otto von Loeben („Isidorus Orientalis“). Zusammen mit den befreundeten Theologen Friedrich Strauß und Wilhelm Budde (1786–1860, Pseudonym „Astralis“) verbanden sie sich im „Eleusinischen Bund“ und tauschten ihre Dichtungen aus.
Im April 1808 unternahm Eichendorff eine von Görres initiierte Bildungsreise, die ihn über Straßburg nach Paris führte. Am 13. Mai reiste er von Heidelberg über Würzburg und Nürnberg nach Regensburg, wo er am 25. Mai 1808 ankam. Von dort ging die Reise weiter mit dem Postschiff auf der Donau nach Wien. Im Sommer kehrte er nach Lubowitz zurück, um dem Vater bei der Verwaltung der Güter zur Seite zu stehen. Seine erste Veröffentlichung erschien unter dem Pseudonym „Florens“, es war der Abdruck einiger Gedichte in Asts „Zeitschrift für Wissenschaft und Kunst“. Um diese Zeit begann er auch mit der Niederschrift der Märchennovelle Die Zauberei im Herbste.
Im November 1809 fuhr Eichendorff mit seinem Bruder nach Berlin, wo er Privat-Vorlesungen des Philosophen Fichte hörte und mit den Schriftstellern Arnim, Brentano und Kleist zusammentraf. Im Sommer 1810 setzte er das Studium der Rechte in Wien fort und schloss es 1812 ab.
Von 1813 bis 1815 nahm Eichendorff an den Befreiungskriegen gegen Napoleon teil, zunächst als Lützower Jäger, dann als Leutnant beim 3. Bataillon des 17. schlesischen Landwehr-Infanterie-Regiments in der verwüsteten Festung Torgau und schließlich wieder, nach seiner Heirat, im 1. Bataillon des (oberrheinischen) 2. Rheinischen Landwehr-Infanterie-Regiments beim Einzug in Paris. Er blieb bis Ende des Jahres 1815 bei den Besatzungstruppen und kehrte erst im folgenden Jahr nach Breslau zurück.
Nachdem sich Eichendorff 1816 als Referendar in Breslau in den preußischen Staatsdienst begeben hatte, wurde er 1821 zum katholischen Kirchen- und Schulrat in Danzig, 1824 zum Oberpräsidialrat zu Königsberg ernannt. Mit den Diensten für etliche preußische Ministerien siedelte die Familie 1831 nach Berlin um und verbrachte dort mehrere Sommer im Sommerhaus in der Kreuzbergstraße nahe dem Viktoriapark. 1841 wurde Eichendorff zum Geheimen Regierungsrat ernannt. Nach einer schweren Lungenentzündung 1843 ging er 1844 in den Ruhestand. 1846 übersetzte er einige von Pedro Calderón de la Barcas religiösen Dramen.

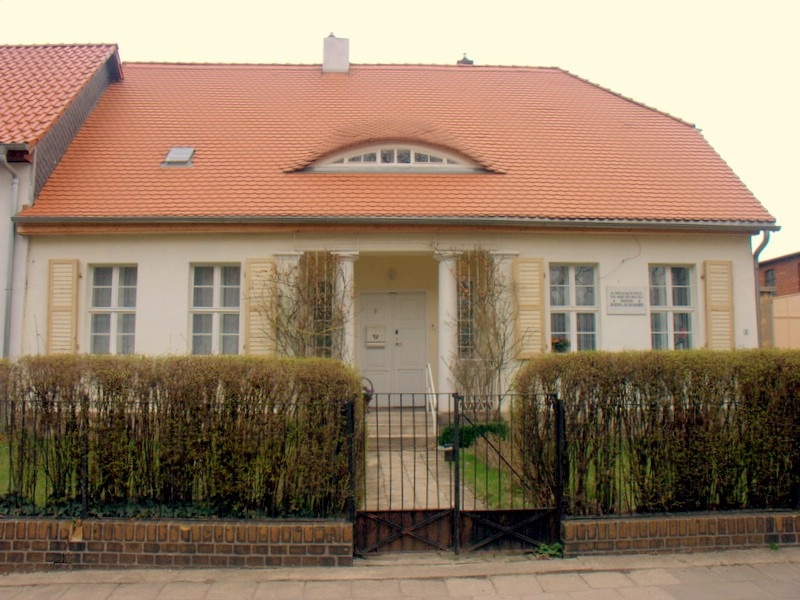
„Eichendorff-Haus“ in Köthen; hier wohnte Eichendorff von April bis Oktober 1855.

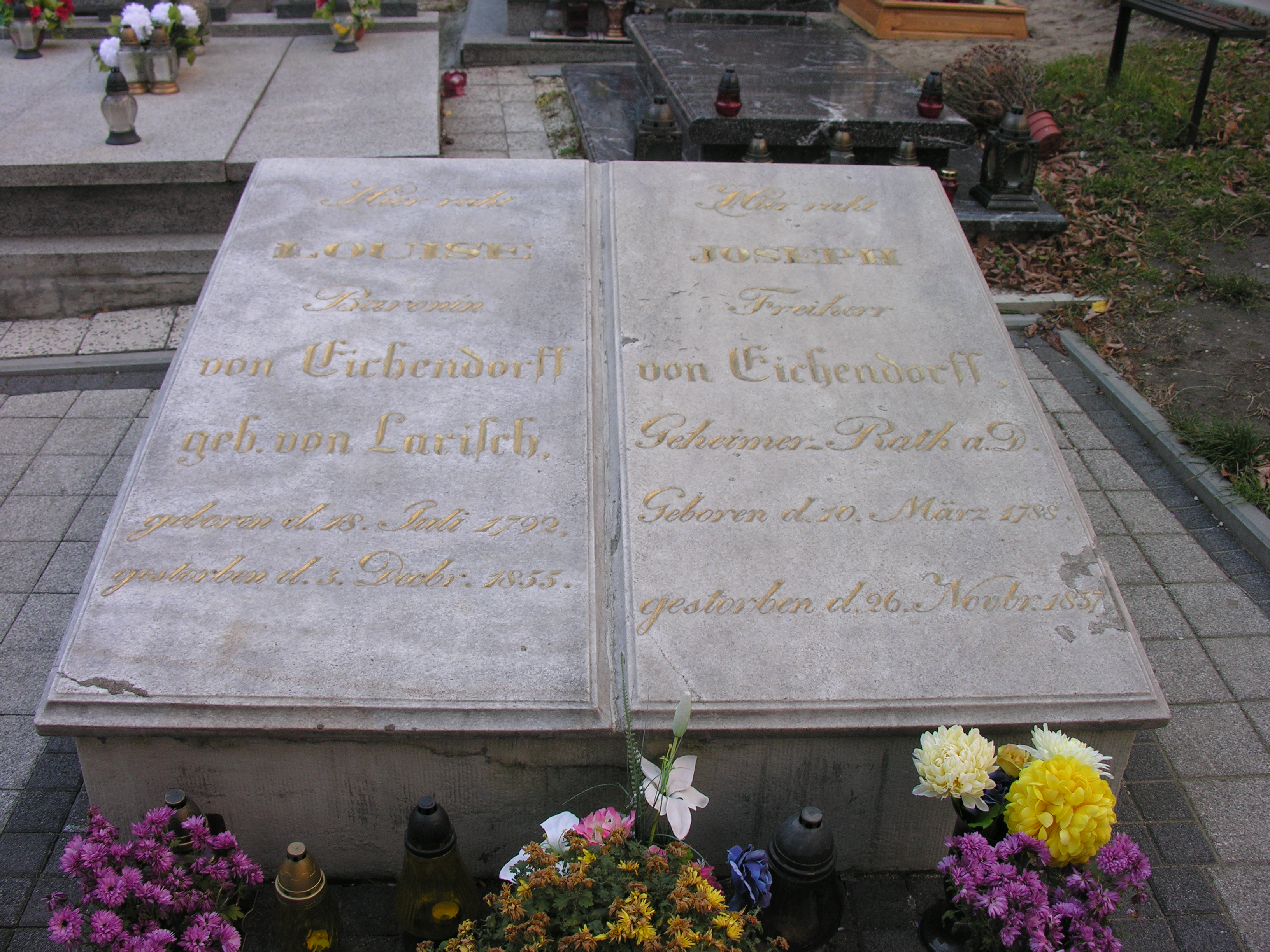
Das Grab von Joseph Eichendorff auf dem Jerusalemer Friedhof in Neisse

Er zog mit seiner Frau Luise zu seiner Tochter Therese und deren Mann, dem preußischen Offizier Louis von Besserer-Dahlfingen. Nach dem Tode seines Bruders Wilhelm am 7. Januar 1849 erbte Eichendorff dessen Grundherrschaft Sedlnitz. In dem dortigen Herrenhaus verbrachte er im letzten Lebensjahrzehnt mehrmals die Sommermonate. Um den Unruhen der Revolution zu entkommen, reiste er 1849 von Dresden für ein paar Tage nach Köthen. Dort erwarb seine Tochter 1854 das Haus von Major Nicolaus Joseph von Holly-Ponienczecz. Die genauen Gründe für den Erwerb sind unklar, da sich die Tochter kaum in Köthen aufhielt und sich ihr Vater nach eigenem Bekunden als Hauseigentümer sah. Eichendorff fuhr im April 1855 erneut nach Köthen und hielt sich bis Oktober in dem Haus seiner Tochter auf.
Von 1856 bis 1857 lebte Eichendorff als Gast des Breslauer Fürstbischofs Heinrich Förster auf dessen Sommerresidenz Schloss Johannisberg bei Jauernig und war dort auch schriftstellerisch tätig. In seinem letzten Lebensjahrzehnt beendete Eichendorff seine literarische Arbeit und betätigte sich stattdessen publizistisch. In dieser Zeit entstand seine „Geschichte der poetischen Literatur“.
Eichendorff starb am 26. November 1857 um 17 Uhr mit 69 Jahren an einer Lungenentzündung.

## Wertungen
Eichendorff wird zu den bedeutendsten und noch heute bewunderten deutschen Schriftstellern gezählt. Zahlreiche seiner Gedichte wurden vertont und vielfach gesungen. Seine Novelle Aus dem Leben eines Taugenichts gilt als Höhepunkt und zugleich Ausklang der Romantik.
Eichendorffs idyllische Schilderungen der Natur und des einfachen Lebens sind geprägt von einer einfachen Bildlichkeit und Wortwahl. Dahinter steckt jedoch ein vielschichtiges Geflecht aus metaphorischer Symbolik zur Deutung von Welt, Natur und Seele, das sich von reinem Nützlichkeitsdenken (Eichendorff schrieb im Zeitalter der beginnenden industriellen Revolution) abhebt.
Typisch für viele Werke Eichendorffs ist, dass sie aufgrund seiner eigenen starken Bindung zum Glauben häufig in einem religiösen Zusammenhang stehen. Anders als bei Clemens Brentano war Eichendorffs Katholizismus jedoch weder von Seelenqualen noch von einem besonderen missionarischen Eifer geprägt. Bemerkenswert ist auch, dass er – anders als so viele andere Romantiker unter dem Einfluss Fichtes – keiner nationalistischen Deutschtümelei verfiel, die andere Völker herabstufte, sondern das europäische Miteinander suchte. In Eichendorffs Werken und Selbstzeugnissen finden sich auch keine antisemitischen Ausfälle, wie sie bei seinen schriftstellerischen Zeitgenossen wie Brentano oder Achim von Arnim (die beide von Eichendorff geschätzt wurden) vorkamen, auch wenn Eichendorff (seiner Zeit entsprechend) gleichwohl Personen jüdischen Glaubens ausdrücklich noch zusätzlich zu ihren Namen als „Juden“ bezeichnete (gelegentlich mit Attributen wie „reich“ und „frivol“) und so eine gewisse Distanziertheit zum Ausdruck brachte.
„Eichendorff ist kein Dichter der Heimat, sondern des Heimwehs, nicht des erfüllten Augenblicks, sondern der Sehnsucht, nicht des Ankommens, sondern der Abfahrt“, heißt es bei Rüdiger Safranski, der eine Wendung Theodor W. Adornos übernimmt und ergänzt.

## Nachleben

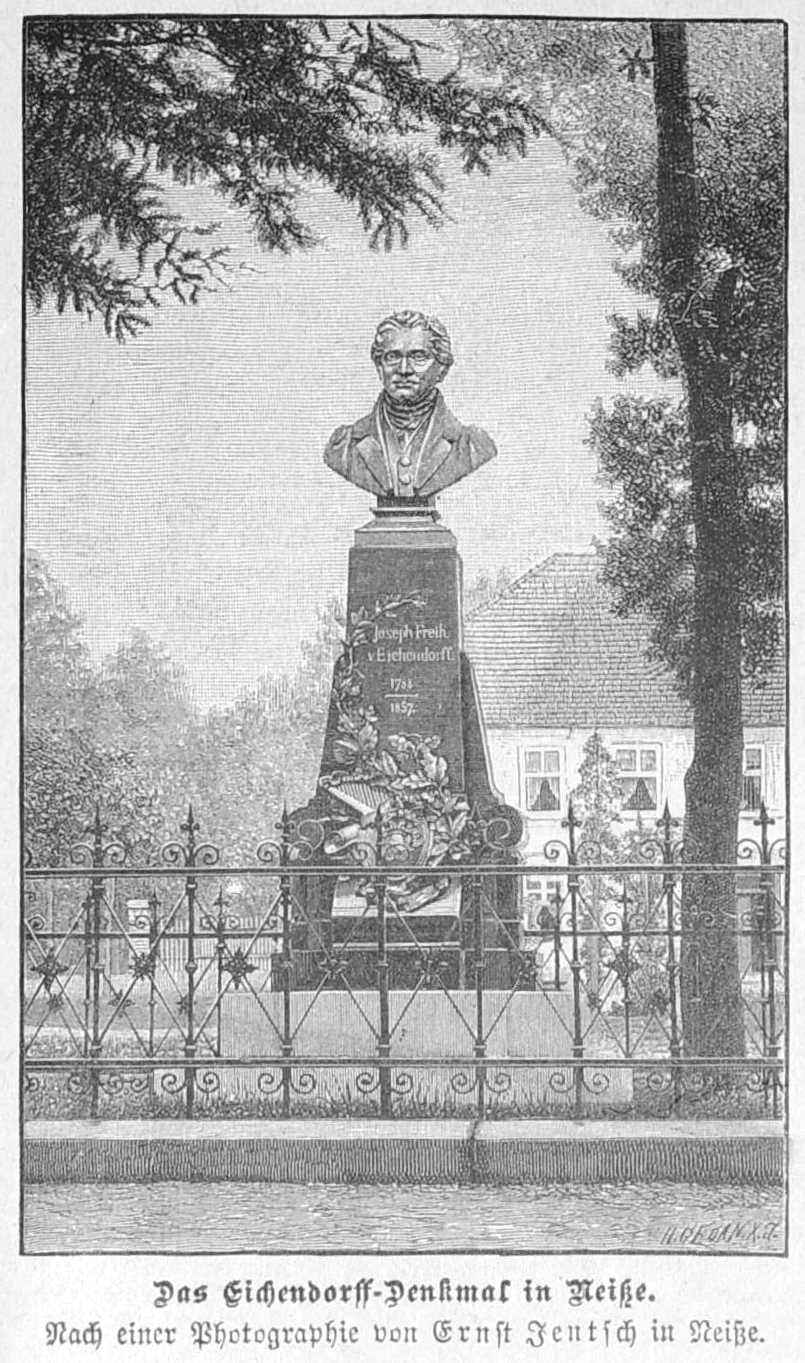
Eichendorff-Denkmal in Neisse, Die Gartenlaube (1888)

Seit 1956 verleiht der Wangener Kreis, der auch das Eichendorff-Museum in Wangen im Allgäu initiierte, den Eichendorff-Literaturpreis.
Die von 1931 bis 2010 existierende Eichendorff-Gesellschaft widmete sich der Erforschung von Leben, Werk und Wirkung Eichendorffs.
Von 1935 bis 1943 wurde von der Stiftung F. V. S. (seit 1994 Alfred Toepfer Stiftung F. V. S.) der Joseph Freiherr von Eichendorff-Preis vergeben.
Mit der Eichendorff-Plakette ist die höchste staatliche Auszeichnung für Gebirgs- und Wandervereine in der Bundesrepublik Deutschland nach ihm benannt.
1999 wurde der Asteroid (9413) Eichendorff nach ihm benannt.
Das Eichendorff-Gymnasium in Koblenz, das Eichendorff-Gymnasium in Bamberg, das Eichendorff-Gymnasium in Ettlingen, die Eichendorff-Realschule in Köln-Ehrenfeld, die Eichendorffschule Kelkheim, die am Fuße des kühlen Grundes in Heidelberg-Rohrbach gelegene Eichendorff-Grundschule oder die Eichendorff-Schule Offenburg und eine Förderschule in Bonn sind nur einige der Bildungseinrichtungen, die seinen Namen tragen.
In vielen Städten tragen Straßen den Namen von Joseph von Eichendorff.

### Denkmäler

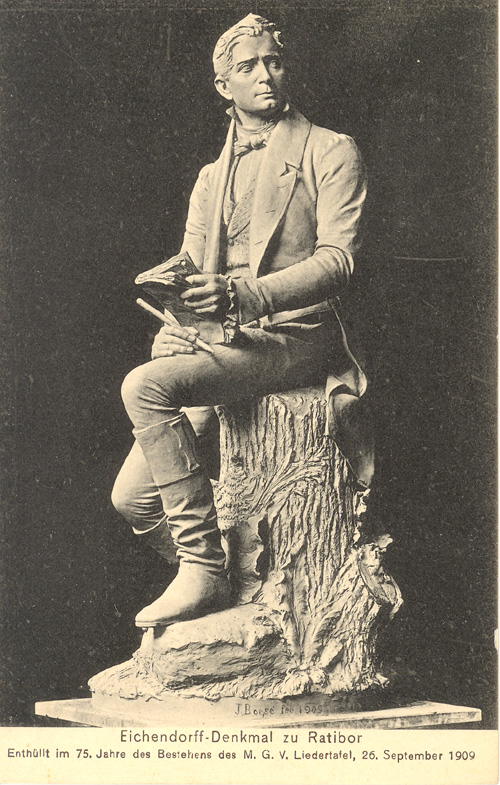
Eichendorff-Denkmal in Ratibor

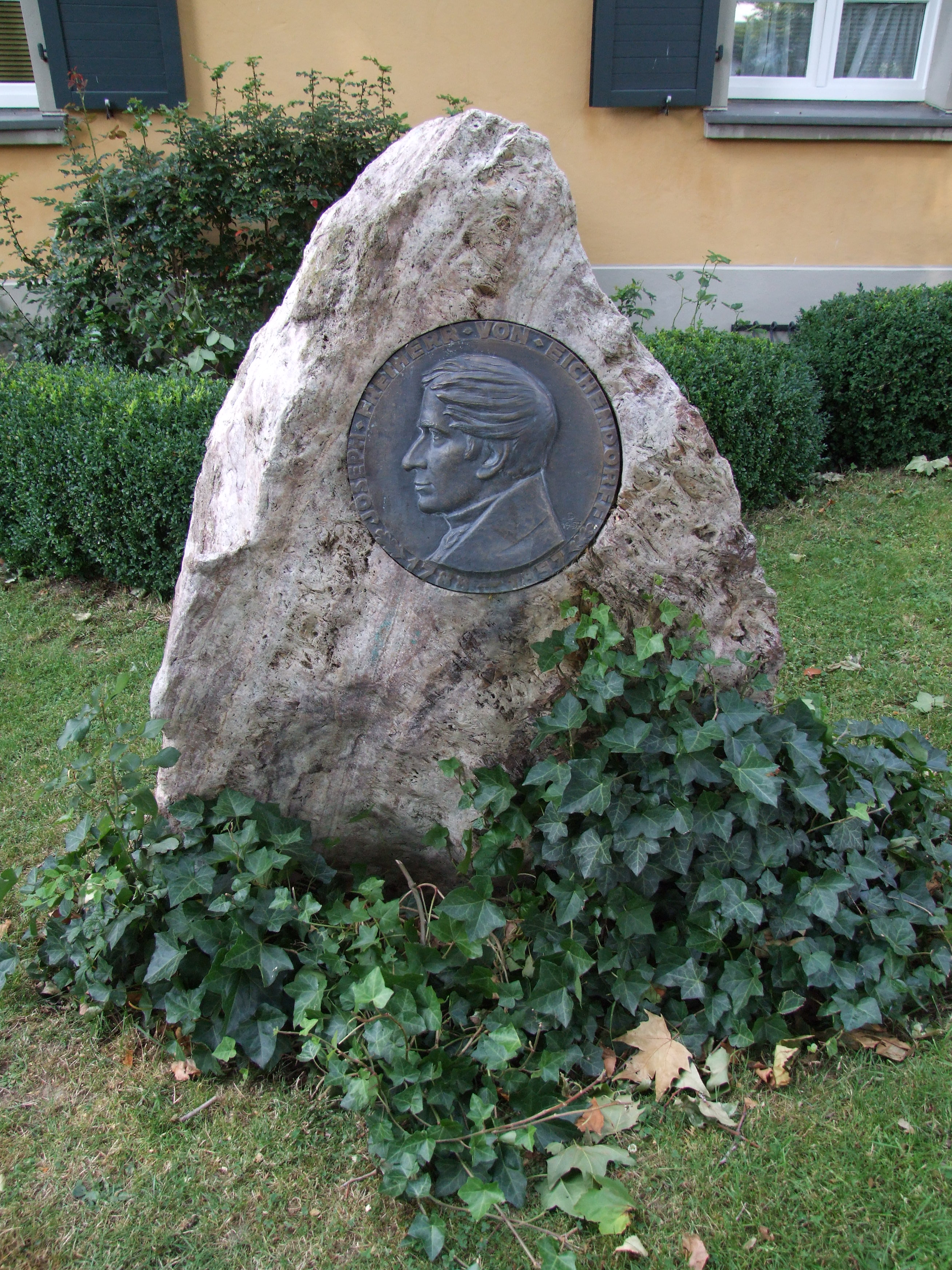
Gedenkstein vor dem Haus Schlesien

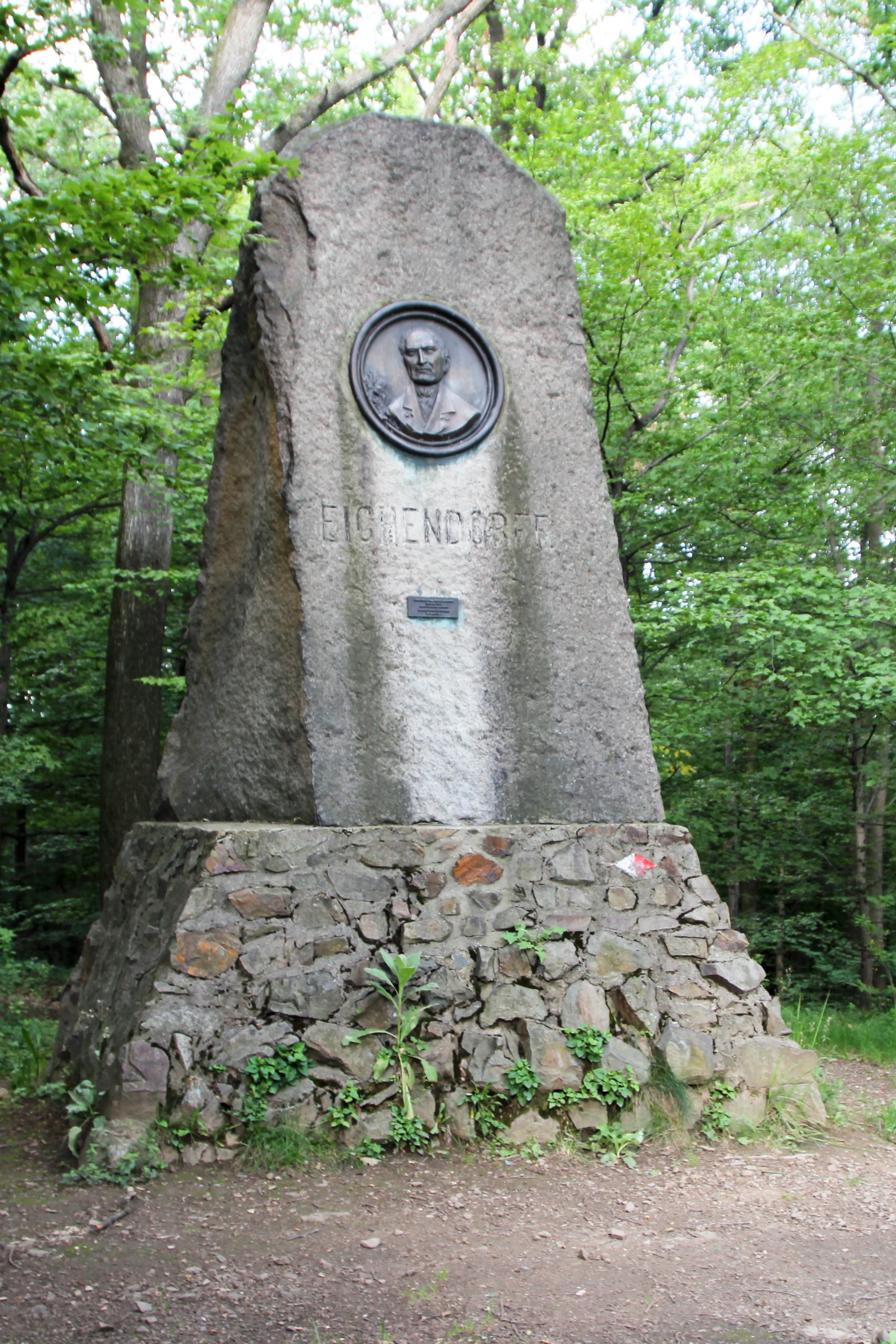
Gedenkstein in Neustadt, Oberschlesien (poln. Prudnik)

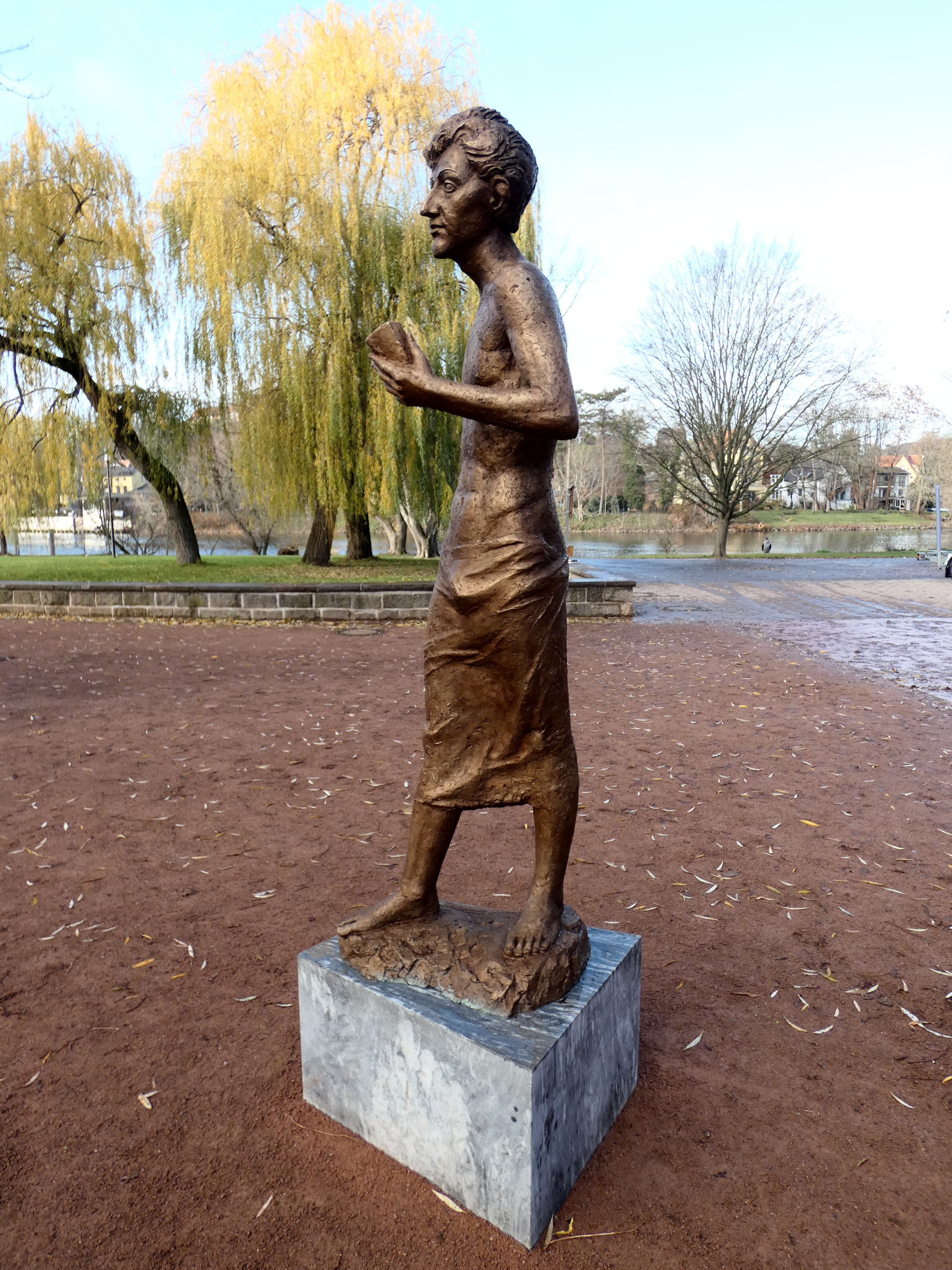
Eichendorff-Denkmal in Halle (Saale)

#### Deutschland
- Eichendorff-Büste und Bronzeplastik des Taugenichts vor dem Eichendorff-Museum in Wangen im Allgäu. Im Museum werden Handschriften, Bilder, Zeugnisse und Erstausgaben von Eichendorff gezeigt. Diese waren Bestandteil des Eichendorff-Museums in Neisse und sind bei Kriegsende 1945 nach Wangen gekommen.
- Bronzeplastik des Taugenichts von Leopold Hohl vor dem Kuhländler Archiv im Stuttgarter Torhaus von Ludwigsburg
- Blaue Blume vor der Eichendorff-Grundschule in Berlin-Charlottenburg, erinnernd an das gleichnamige Gedicht
- Anlage am Philosophenweg in Heidelberg mit Gedenkstein, erinnert besonders an die unerfüllte Liebe zu K. (= Käthchen Förster, Tochter eines Rohrbacher Küfermeisters, 1807/08 in den Tagebüchern), die wahrscheinlich das Lied In einem kühlen Grunde inspirierte
- Gedenkstein auf dem Eichendorffplatz in Heidelberg-Rohrbach
- Gedenkstein auf den Eichendorffplatz im Göttinger Ostviertel
- Eichendorffbank in den Klausbergen von Halle (Saale) mit Blick auf die Burg Giebichenstein
- Bronzeplastik von Bernd Göbel am halleschen Saaleufer unterhalb der Burg Giebichenstein. Der junge Eichendorff ist als Schwimmer dargestellt, was sich auf die in seinen Tagebüchern geschilderten Badevergnügen in der Saale während seines halleschen Studienjahres bezieht.
- Eichendorff-Saal im Haus Schlesien, Königswinter
- Gedenkstein auf dem Holzberg bei Frankenried (Gemeinde Mauerstetten/Ostallgäu)
- Gedenkstein in der Eichendorff-Siedlung (Ostbevern), aufgestellt im Jahr 1998. Die Ostvertriebenensiedlung wurde 1951 in Eichendorff-Siedlung umbenannt, 1957 erweitert um 7 Nebenerwerbsstellen für Vertriebene aus den deutschen Ostgebieten.
- Büste in der Walhalla bei Regensburg von Richard Knecht, aufgestellt im Jahr 1957 als 114. Büste
- Schlosspark in Roth
- Auf dem Seß in Kaiserslautern
- Eichendorff-Gedenkplakette aus Bronze am ehemaligen Brunnen in Walbeck-Geldern am Niederrhein (unveröffentlichtes Gedicht)
- Gedenkstein in Weiden i.d.OPf. in der Konrad-Adenauer-Anlage
- Gedenkstein im Neckargemünder Ortsteil Rainbach
- Büstendenkmal auf der Ludwigshöhe bei Ebersberg

#### Österreich
- Gedenkstein in Langenzersdorf am Bisamberg im Bereich des Falkenbergs, der sogenannten „Eichendorff-Höhe“ Zone 33U, 602342 / 5352239 (48,31506° N, 16,3804° O)

#### Polen
Angaben teilweise laut dem „Zentralregister der Preußischen Personen- und Kriegerdenkmäler“. Denkmal in Lubowitz und Neuerrichtung in Ratibor aus Anschauung.
- Joseph-von-Eichendorff-Denkmal in Breslau (Hauptstadt der Provinz Schlesien) von Alexander Kraumann (Frankfurt am Main), errichtet 1911
- Eichendorff-Denkmal (Dębowiec) auf der Heinrichshöhe im oberschlesischen Eichhäusel, (heute Dębowiec)
- Büstendenkmal in Neisse von Ernst Seger (Berlin/Breslau), 1945 zerstört und 2002 originalgetreu rekonstruiert
- Eichendorff-Denkmal in Ratibor: Die 1909 enthüllte Statue des Bildhauers Johannes Boese zeigt den Dichter auf einem Baumstumpf sitzend, einen Finger in das auf seinen Knien liegende Buch gesteckt, den Blick in die Ferne gerichtet. Ende der 1990er Jahre wurde das Denkmal erneuert.
- Eichendorff-Steindenkmal in Ratibor-Hohenbirken am Rande des Aussichts-Waldes, welcher im östlichen Teil Ratibors und westlichen Teil der Gemeinde Kornowatz und angrenzend an die Ortschaft Pogrzebin, aus der Luise von Larisch, die Ehefrau Eichendorffs, stammte. Das Denkmal ist ein 2006 errichtetes Replikat des ursprünglich am 26. November 1907 erbauten Eichendorff-Denkmals und wurde am selben Ort platziert.[10]
- Büstendenkmal in Lubowitz
- Replikat in Breslau, im Botanischen Garten, enthüllt am 13. Mai 2012. Es handelt sich um ein originalgetreues Replikat des 1911 errichteten Denkmals, das ursprünglich im Scheitniger Park in Breslau stand und 1945 zerstört wurde. Das heutige Monument wurde von Stanisław Wysocki (einem Breslauer) geschaffen und von der Deutsch-Polnischen Gesellschaft der Universität Wrocław gestiftet.
- Gedenkstein auf der Heinrichshöhe bei Prudnik (Neustadt) in Oberschlesien

#### Tschechien
- Eichendorff-Steinpyramide mit der Bildnisplakette des Dichters vor dem Herrenhaus in Sedlnitz, errichtet 1932

### Medaillenporträts
- o. J.: einseitiger Bronzeguss, 110 mm. Medailleur: Karl Seckinger (1897–1978)
- 1957: einseitiger Eisenguss, 20 cm. Medailleur: Peter Lipp (1902–1975). Gießerei Buderus.

## Trivia
Der Schriftsteller Bernhard Spring verfasste mit Folgen einer Landpartie (2010) und Die verschwundene Gräfin (2011) zwei historische Romane um Joseph von Eichendorff.

## Werke

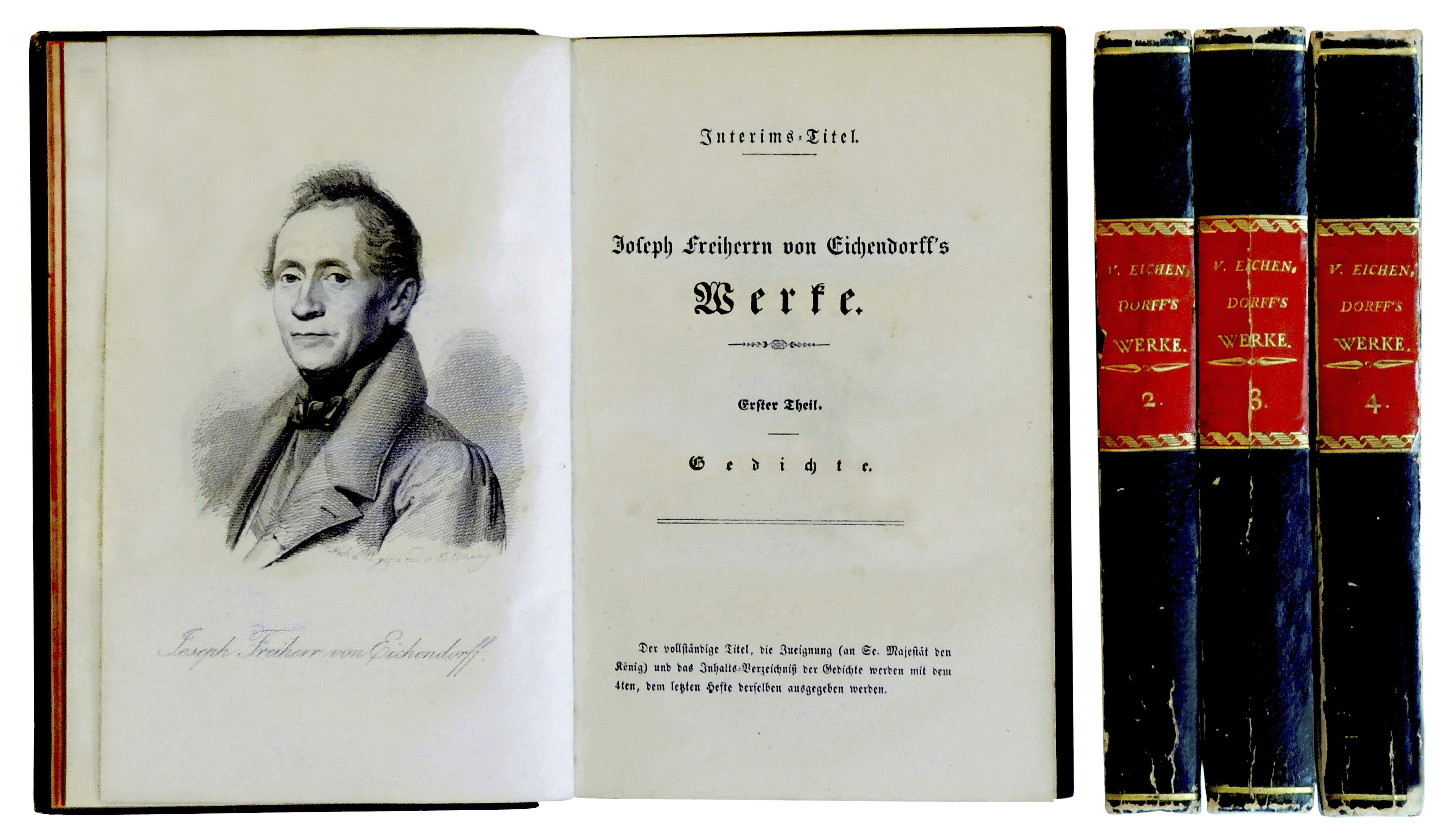
Joseph von Eichendorff: Werke (Erste Gesamtausgabe, 1841)

### Gedichte

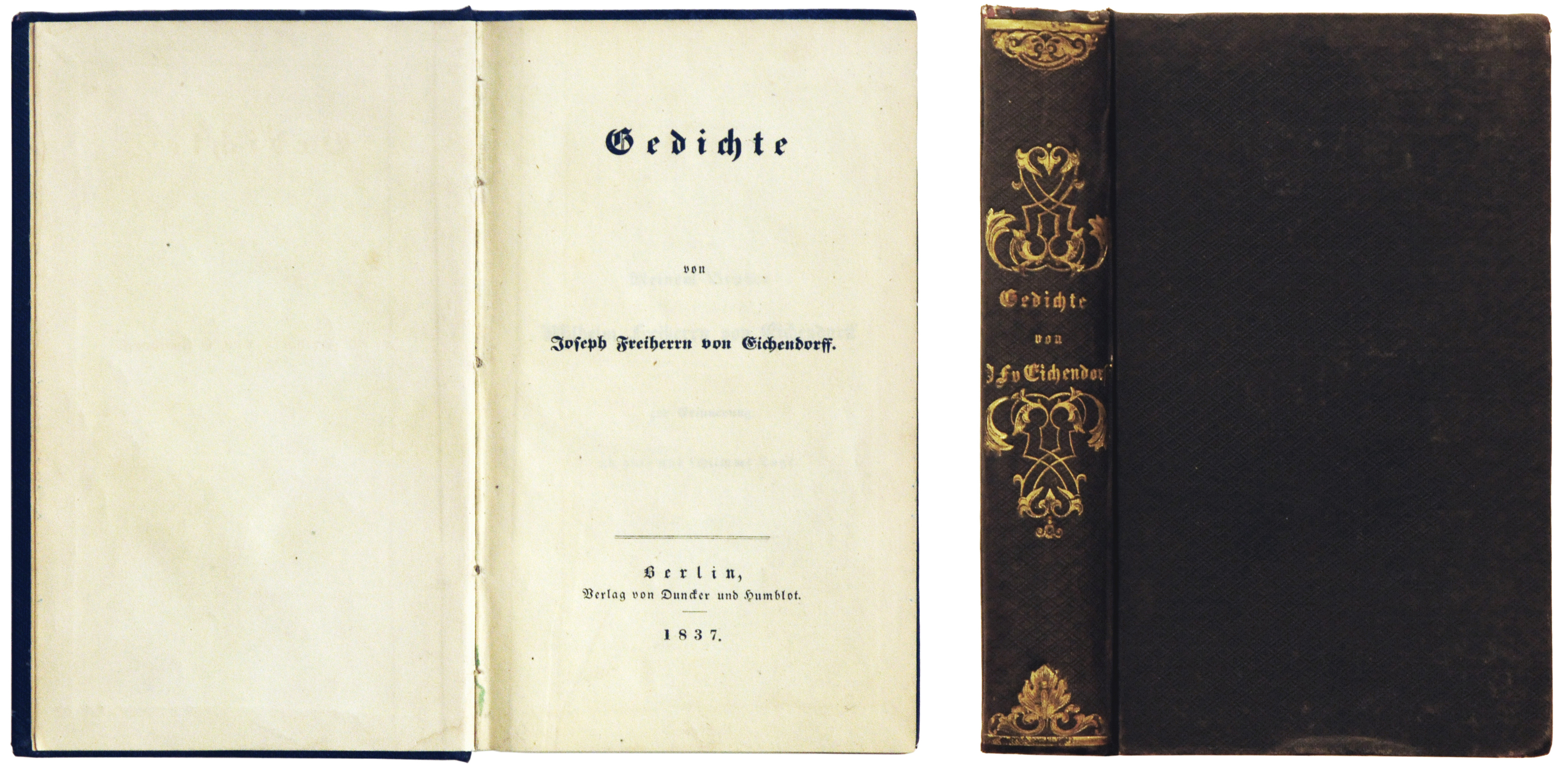
Erstausgabe (1837), zeitgenössischer Einband mit Romantik-Rückenschmuck

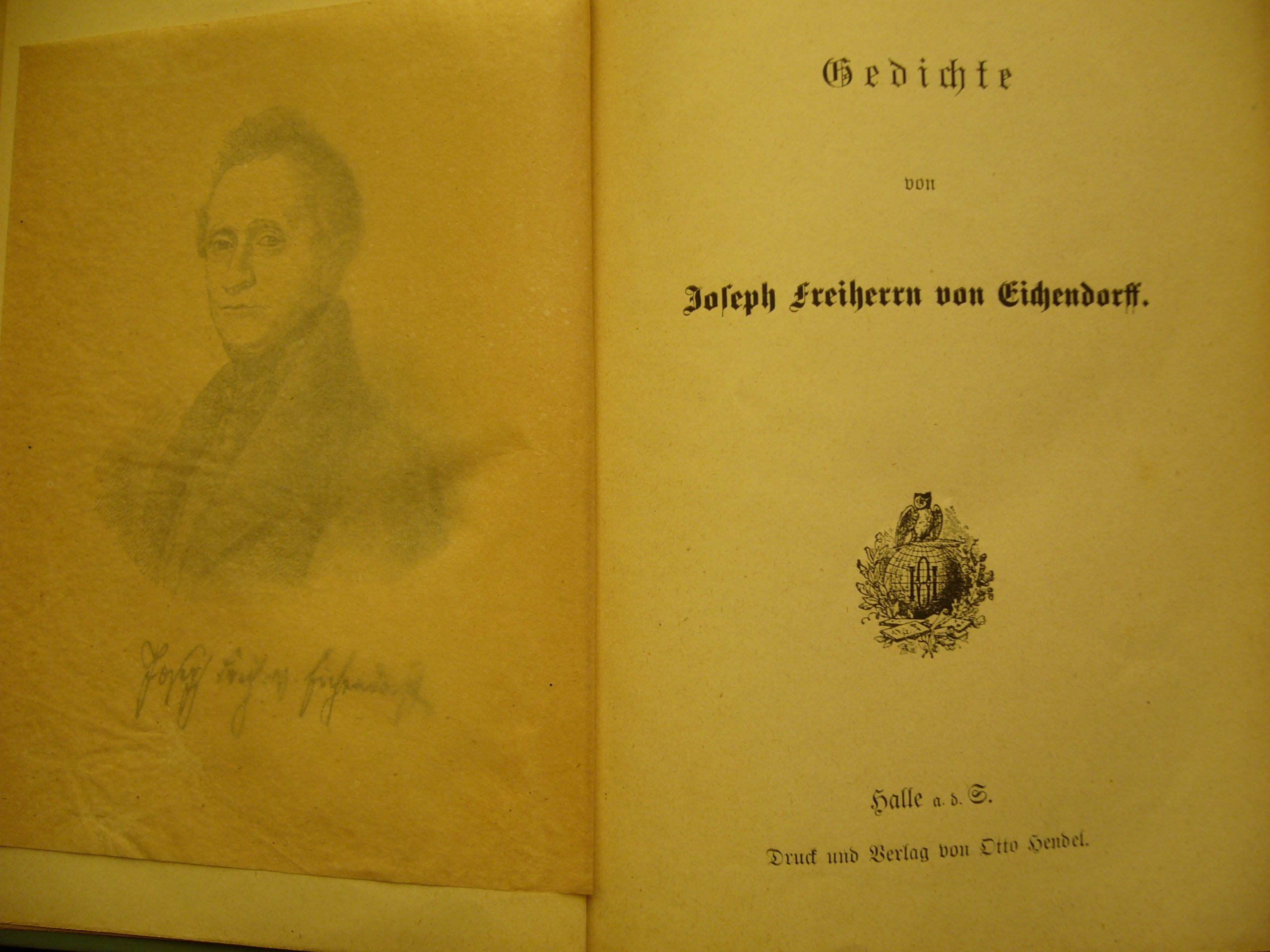
Gedichte – Ausgabe des Otto-Hendel-Verlags Halle, o. J. (etwa 1907)

- In einem kühlen Grunde (1807/08 in Heidelberg-Rohrbach)
- Die Riesen, Anklänge (1808)
- Lied (1810)
- Abschied (O Täler weit, o Höhen, 1810)
- Zwielicht (1812)
- Das zerbrochene Ringlein oder auch Untreue (1813)
- Morgengebet (1814)
- Die zwei Gesellen (1818)
- Der frohe Wandersmann (Wem Gott will rechte Gunst erweisen, 1822)
- Der Abend (1826)
- Sehnsucht (1834)
- Schöne Fremde (vor 1834)
- Wünschelrute (1835)
- Lichtlein im Walde (1836)
- Begegnung (1837)
- Mondnacht (1837)
- Das Bilderbuch (1837)
- Der Einsiedler (1838)
- Eldorado (1841)
- Stimmen der Nacht (1841)
- In Danzig (Dunkle Giebel, hohe Fenster, 1842)
- Lockung
- Zauberblick
- Frühlingsmarsch
- Waffenstillstand der Nacht
- An die Waldvögel
- In der Fremde
- Auf einer Burg
- Echte Liebe
- Die Blätter fallen
- Der Soldat
- Wanderlied der Prager Studenten
- An der Grenze
- Heimweh
- Herbst
- Nachtzauber
- Ständchen
- Bei Halle
- Bei einer Linde
- Der Gärtner
- Waldgespräch
- Frische Fahrt
- Durcheinander
- Wunder über Wunder
- Frisch auf!
- Der Jäger Abschied
- Allgemeines Wandern
- Nachts
- Die Nachtblume
- Meeresstille
- Der Glücksritter
- Der Nachtvogel
- Frühlingsnacht
- Kurze Fahrt
- Lockung
- Neue Liebe
- Schifferspruch
- So oder so
- Der Kehraus
- Winternacht
- Vöglein in den sonn’gen Tagen
- Trost
- An meinem Geburtstage
- Reiselied
- Der stille Grund
- Die Nacht
- Lieber alles
- Die Stillen
- Der letzte Gruß
- Erinnerung
- Weihnachten
- Frühlingsgruß
- Der Morgen
- Todeslust
- Frühlingsfahrt
- Wahl
- Die blaue Blume
- Frau Venus
- Die Sperlinge
- Wandernder Dichter
- Der Blick
- Abendrot
- Der Unbekannte
- Verschwiegene Liebe

### Gedichtsammlungen
- Joseph von Eichendorff: Liebesgedichte, herausgegeben von Wilfried Lutz, Insel Verlag, Frankfurt/Main und Leipzig 2000, ISBN 3-458-34291-5

### Romane
- Ahnung und Gegenwart (1815) (Digitalisat und Volltext im Deutschen Textarchiv)
- Dichter und ihre Gesellen (1834) (Digitalisat und Volltext im Deutschen Textarchiv)

### Novellen und Erzählungen
- Die Zauberei im Herbste (1808) (Märchen)
- Das Marmorbild (1819) (Ausgabe von 1826) (Digitalisat und Volltext im Deutschen Textarchiv)
- Aus dem Leben eines Taugenichts (1826) (Digitalisat und Volltext im Deutschen Textarchiv)
- Viel Lärmen um nichts (1832)
- Auch ich war in Arkadien (1834)
- Das Schloß Dürande (1837)
- Unstern (1839)
- Die Entführung (1839)
- Die Glücksritter (1840)
- Eine Meerfahrt (1841)
- Ein Auswanderer (Erstdruck 1857)[12]

### Epen
- Julian (1853)
- Robert und Guiscard (1855)
- Lucius (1857)

### Theaterstücke
- Krieg den Philistern (1824)
- Ezzelin von Romano (1828)
- Meierbeths Glück und Ende (1828)
- Der letzte Held von Marienburg (1830)
- Die Freier (1833)

### Werkausgaben
- Werke, 4 Bände, Berlin 1841, Simion
- Sämmtliche Werke, 6 Bände, Leipzig 1864, Voigt und Günther
- Vermischte Schriften, 5 Bände, Paderborn 1866, Schöningh
- Werke. Nach der Ausgabe letzter Hand unter Hinzuziehung der Erstdrucke. Hrsg. von Jost Perfahl. Mit einer Einführung, einer Zeittafel und Anmerkungen von Ansgar Hillach. Winkler, München.
  - Band 1: Gedichte, Versepen, Dramen, Autobiographisches. 1923/1970.
  - Band 2: Romane, Erzählungen. 1923/1970.
  - Band 3: Schriften zur Literatur. 1923/1970.
  - Band 4: Nachlese der Gedichte, erzählerische und dramatische Fragmente, Tagebücher 1798–1815. 1970.
  - Band 5: Politische und historische Schriften, Streitschriften. 1988.

- Sämtliche Werke des Freiherrn Joseph von Eichendorff. Historisch-kritische Ausgabe. Begründet von Wilhelm Kosch und August Sauer, fortgeführt und herausgegeben von Hermann Kunisch (†) und Helmut Koopmann, Max Niemeyer Verlag, Tübingen.
  - HKA I/1: Gedichte. Erster Teil. Text. Hrsg. von Harry Fröhlich und Ursula Regener (1993).
  - HKA I/2: Gedichte. Erster Teil. Kommentar. Aufgrund von Vorarbeiten von Wolfgang Kron hrsg. von Harry Fröhlich (1994).
  - HKA I/3: Gedichte. Zweiter Teil. Verstreute und nachgelassene Gedichte. Text. Hrsg. von Ursula Regener (1997).
  - HKA I/4: Gedichte. Zweiter Teil. Verstreute und nachgelassene Gedichte. Kommentar. Hrsg. von Ursula Regener (1997).
  - HKA III: Ahnung und Gegenwart. Hrsg. von Christiane Briegleb und Clemens Rauschenberg (1984).
  - HKA IV: Dichter und ihre Gesellen. Hrsg. von Volkmar Stein (2001).
  - HKA V/1: Erzählungen. Erster Teil. Text. Hrsg. von Karl Konrad Polheim (1998).
  - HKA V/2: Erzählungen. Erster Teil. Kommentar. Hrsg. von Karl Konrad Polheim (2000).
  - HKA V/3: Erzählungen. Zweiter Teil. Fragmente und Nachgelassenes. Hrsg. v. Heinz-Peter Niewerth (2006).
  - HKA V/4: Erzählungen. Dritter Teil. Autobiographische Fragmente. Hrsg. von Dietmar Kunisch (1998).
  - HKA VI/1: Historische Dramen und Dramenfragmente. Text und Varianten. Hrsg. von Harry Fröhlich (1996).
  - HKA VI/2: Historische Dramen und Dramenfragmente. Kommentar. Hrsg. von Klaus Köhnke (1997).
  - HKA VIII/1: Literarhistorische Schriften I. Aufsätze zur Literatur. Aufgrund der Vorarbeiten von Franz Ranegger hrsg. von Wolfram Mauser (1962).
  - HKA VIII/2: Literarhistorische Schriften II. Abhandlungen zur Literatur. Aufgrund der Vorarbeiten von Franz Ranegger hrsg. von Wolfram Mauser (1965).
  - HKA IX: Literarhistorische Schriften III. Geschichte der poetischen Literatur Deutschlands. Hrsg. von Wolfram Mauser (1970).
  - HKA XI: Tagebücher. Hrsg. von Franz Heiduk und Ursula Regener (2006).
  - HKA XII: Briefe 1794–1857. Text. Hrsg. von Sibylle von Steinsdorff (1993).
  - HKA XV/1: Übersetzungen I. Erster Teil. Graf Lucanor von Don Juan Manuel. Geistliche Schauspiele von Don Pedro Calderón la Barca I. Hrsg. von Harry Fröhlich (2003).
  - HKA XV/2: Übersetzungen I. Zweiter Teil. Geistliche Schauspiele von Don Pedro Calderón la Barca II. Hrsg. von Harry Fröhlich (2002).
  - HKA XVI: Übersetzungen II. Unvollendete Übersetzungen aus dem Spanischen. Hrsg. von Klaus Dahme (1966).
  - HKA XVIII/1: Eichendorff im Urteil seiner Zeit I. Dokumente 1788–1843. Hrsg. von Günter und Irmgard Niggl (1975).
  - HKA XVIII/2: Eichendorff im Urteil seiner Zeit II. Dokumente 1843–1860. Hrsg. von Günter und Irmgard Niggl (1976).
  - HKA XVIII/3: Eichendorff im Urteil seiner Zeit III. Kommentar und Register. Hrsg. von Günter und Irmgard Niggl (1986).
  - HKA II: Epische Gedichte.
  - HKA VII: Dramen II. Satirische Dramen und Dramenfragmente. Hrsg. von Harry Fröhlich.
  - HKA X: Historische und politische Schriften. Hrsg. von Antonie Magen
  - HKA XIII: Briefe an Eichendorff. Hrsg. von Sibylle von Steinsdorff.
  - HKA XIV: Kommentar zu den Briefen (Band XII und Band XIII). Hrsg. von Sibylle von Steinsdorff.
  - HKA XVII: Amtliche Schriften. Hrsg. von Hans Pörnbacher.
- Joseph von Eichendorff, Werke, 6 Bde. (Bibliothek deutscher Klassiker) Hrsg. von Wolfgang Frühwald. Deutscher Klassiker-Verlag, Frankfurt am Main 1985–1993.